# Zeppelin-Gymnasium (Lüdenscheid)
Das Zeppelin-Gymnasium (kurz „Zepp“) ist eines von drei Gymnasien in Lüdenscheid. Die Schule hat ihre Anfänge als Lateinschule um 1450. In der frühen Neuzeit war sie Rektoratsschule. Im 19. und frühen 20. Jahrhundert entwickelte sie sich zu einem Realprogymnasium. Die Schule befindet sich am Staberg, wo mit dem ebenfalls dort befindlichen Geschwister-Scholl-Gymnasium seit 1971 eine Oberstufenkooperation geschlossen ist.

## Geschichte

### Mittelalter und Frühe Neuzeit
Die heutige Schule sieht sich in der Tradition einer bereits um 1450 bestehenden Lateinschule, die auch nach der Reformation weiter existierte. Die Schule wurde zwischen 1770 und 1858 von jeweils etwa 20 bis 40 Schülern besucht. Diese kamen nicht nur aus dem Kirchspiel Lüdenscheid, sondern auch aus der weiteren Umgebung, etwa aus Herscheid oder Schalksmühle.

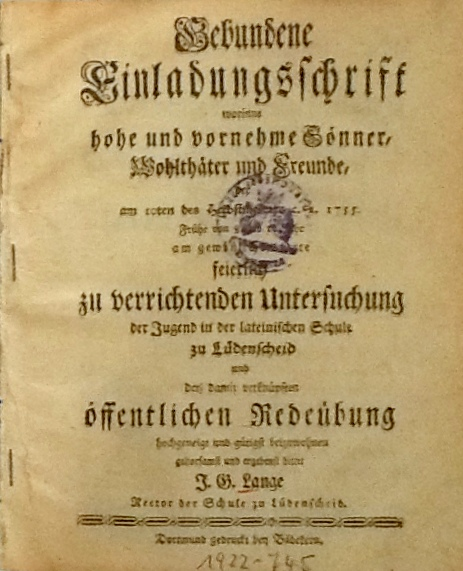
Einladungsschrift zur öffentlichen Prüfung und Redeübung in der lateinischen Schule zu Lüdenscheid, am 10. Herbstmonat 1755

Wurde die Schule zuvor von Schulmeistern geleitet, gilt Christoph Roch als erster Rektor. Er amtierte von 1685 bis 1689. Er war ein früherer, zum Protestantismus übergetretener Jesuit. Die Rektoratsschule stand weiterhin in Trägerschaft der örtlichen evangelischen Kirchengemeinde.

### 19. und frühes 20. Jahrhundert
Als Anfang des 19. Jahrhunderts die Grafschaft Mark zum Großherzogtum Berg gehörte, kam es zu Reformen der Schule. Zusätzlich wurden neuere Sprachen, insbesondere Französisch gelernt. Hinzu kamen Mathematik und Kenntnisse, die für den Kaufmannsberuf wichtig waren.
Die bisherige Rektoratsschule wurde 1858 in eine höhere Knabenschule umgewandelt. Die Schule stand nun in Trägerschaft der Stadt Lüdenscheid. Dennoch blieb der evangelische Charakter der Einrichtung bestehen. Zu dieser Zeit bestand die Schule aus vier Klassen für Jungen und zwei angeschlossenen Klassen für Mädchen. Erst 1883 endete die Vereinigung mit der Knabenschule. Der Standard der Schule entsprach dem der Realschulen. Mit der Vergrößerung der Schule um eine weitere Klasse 1862 war der Status einer Höheren Bürgerschule verbunden. Damit hatte die Einrichtung ein Alleinstellungsmerkmal in der Provinz Westfalen. Einige Jahre später wurde die Schule einer Realschule 1. Ordnung gleichgestellt.
Der Unterricht fand in Räumlichkeiten des Rathauses statt. Seit 1882 war die Einrichtung ein Realprogymnasium. Zusätzlich zu den bisherigen Fächern wurde auch Griechisch gelehrt. Im Jahr 1889 wurde ein eigenes Gebäude von den nunmehr 350 Schülern bezogen. Der Bau wurde im Stil der Neorenaissance vom Stadtbaumeister Hermann Falkenroth erbaut.
Innerhalb des städtischen Bürgertums kam es Ende des 19. Jahrhunderts zum Streit um die Ausrichtung der Schule. Ein Teil der Eltern wollte eine mehr praktisch ausgerichtete Ausbildung anstatt einer altsprachlich humanistischen Bildung. Schließlich kam es zu einem Kompromiss. Einige Zeit später wuchs der Wunsch die Schule zu einer Vollanstalt auszubauen. Im Jahr 1901 wurde dies umgesetzt und 1910 wurden die ersten Abiturienten entlassen. Im Jahr 1913 erhielt die Schule eine für damalige Verhältnisse moderne Turnhalle.

### Weimarer Republik und Zeit des Nationalsozialismus

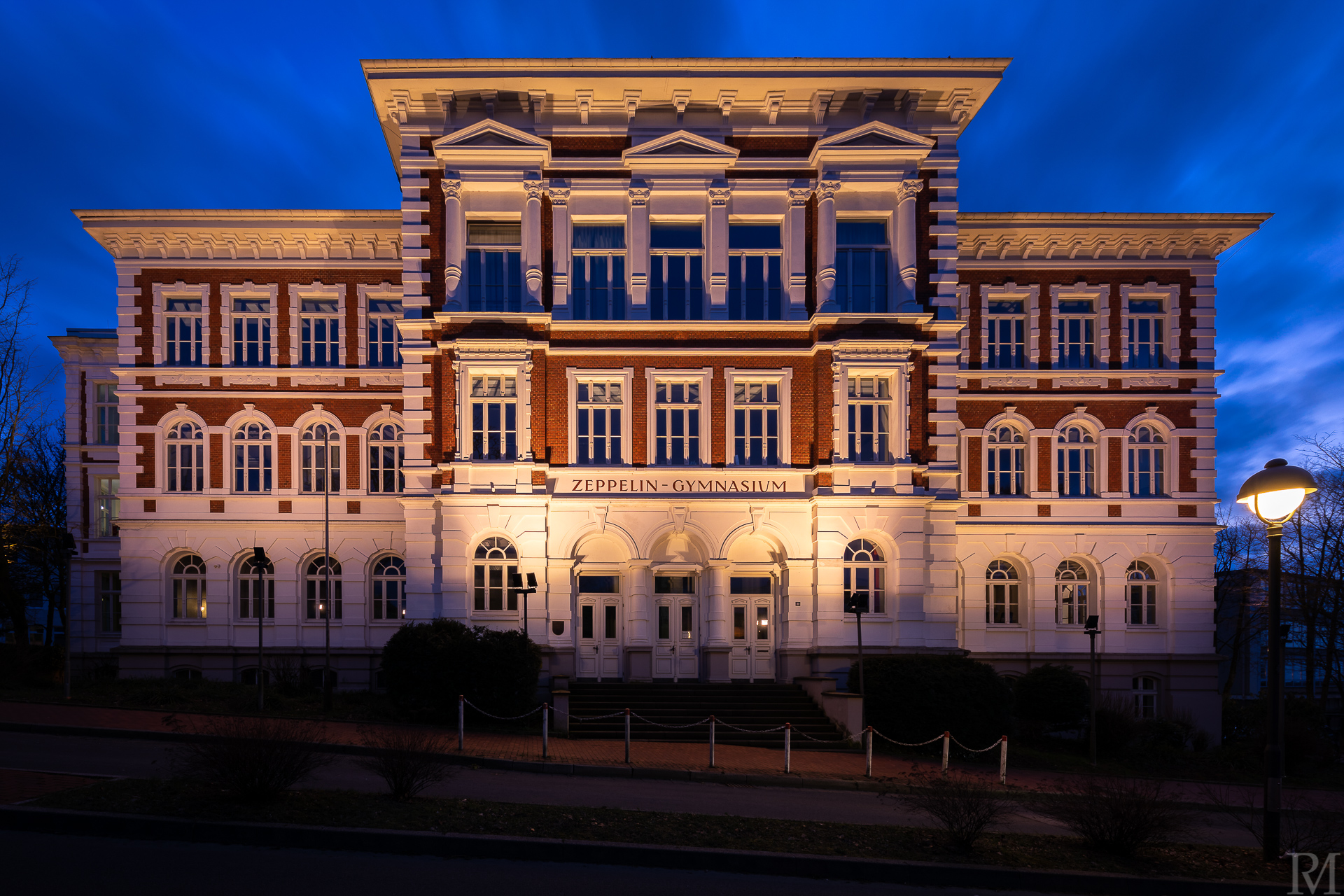
Zeppelin-Gymnasium (Februar 2020)

Im Jahr 1924 wurde das Reformrealgymnasium zu einem Reformrealgymnasium mit Oberrealschule ausgebaut. Die Schule erhielt 1930 den Namen Zeppelin. Während der Weltwirtschaftskrise nahm die Zahl der Schüler stark ab. Zeitweise konnte sie nur in einem auch inhaltlich verminderten Umfang weiter geführt werden. Während der Zeit des Nationalsozialismus verlor die Schule ab 1933 durch Gleichschaltung und spätere Auflösung ihres Kuratoriums weitgehend ihren evangelischen Charakter, während der nationalsozialistische Einfluss zunahm, unter anderem im Zuge der Neuordnung des Schulwesens 1937/38.

### Neuere Entwicklung
Nach einer kriegsbedingten Unterbrechung wurde die Schule 1946 wieder eröffnet. Sie orientierte sich nun ganz am Standard der Gymnasien und hatte 658 Schüler. Im Jahr 1947 wurde sie zu einer neusprachlichen und mathematisch-naturwissenschaftlichen Anstalt. Seit 1947 hieß sie nun Zeppelin-Gymnasium. Im Jahr 1967 wurde ein neuer Gebäudeteil angebaut und es existierte ein Sprachlabor. Im Jahr 1971/72 gab es den ersten Computer an der Schule. Dabei handelte es sich um einen Programma 101, der vom Arbeitgeberverband Lüdenscheid gespendet wurde. Das Fächerangebot wurde um Informatik oder Pädagogik ausgebaut und die Organisation der Schule wurde reformiert.

## Besonderheiten
Das Zeppelin-Gymnasium nimmt Teil am Projekt „Zukunftsschulen NRW“ und ist eine „PlurCur“-Projektschule. Außerdem besitzt es das ZDI Qualitätssiegel. Zudem ist das Gymnasium eine offizielle DFB-Partnerschule.

### Mensa
Am 21. November 2011 eröffnete die 400 Quadratmeter große Mensa der beiden Staberger Gymnasien die durch Landes- und Stadtmittel sowie Spenden finanziert wurde. Die Baukosten betrugen ca. 1,4 Millionen Euro. Der Bau wurde durch das Fehlen einer Pausenhalle oder eines vergleichbaren Aufenthaltsraums notwendig. In ihr können Snacks, Getränke und warme Speisen erworben werden. Es wurden dreizehn Holzleimbinder verarbeitet, sodass Säulen innerhalb des Gebäudes überflüssig wären. Ebenfalls wurde ein Aufzug für gehbehinderte Schüler installiert. Die Bauzeit betrug sieben Monate. Auf dem Dach befindet sich eine Fotovoltaikanlage und Solarmodule für die Erzeugung von Warmwasser. 

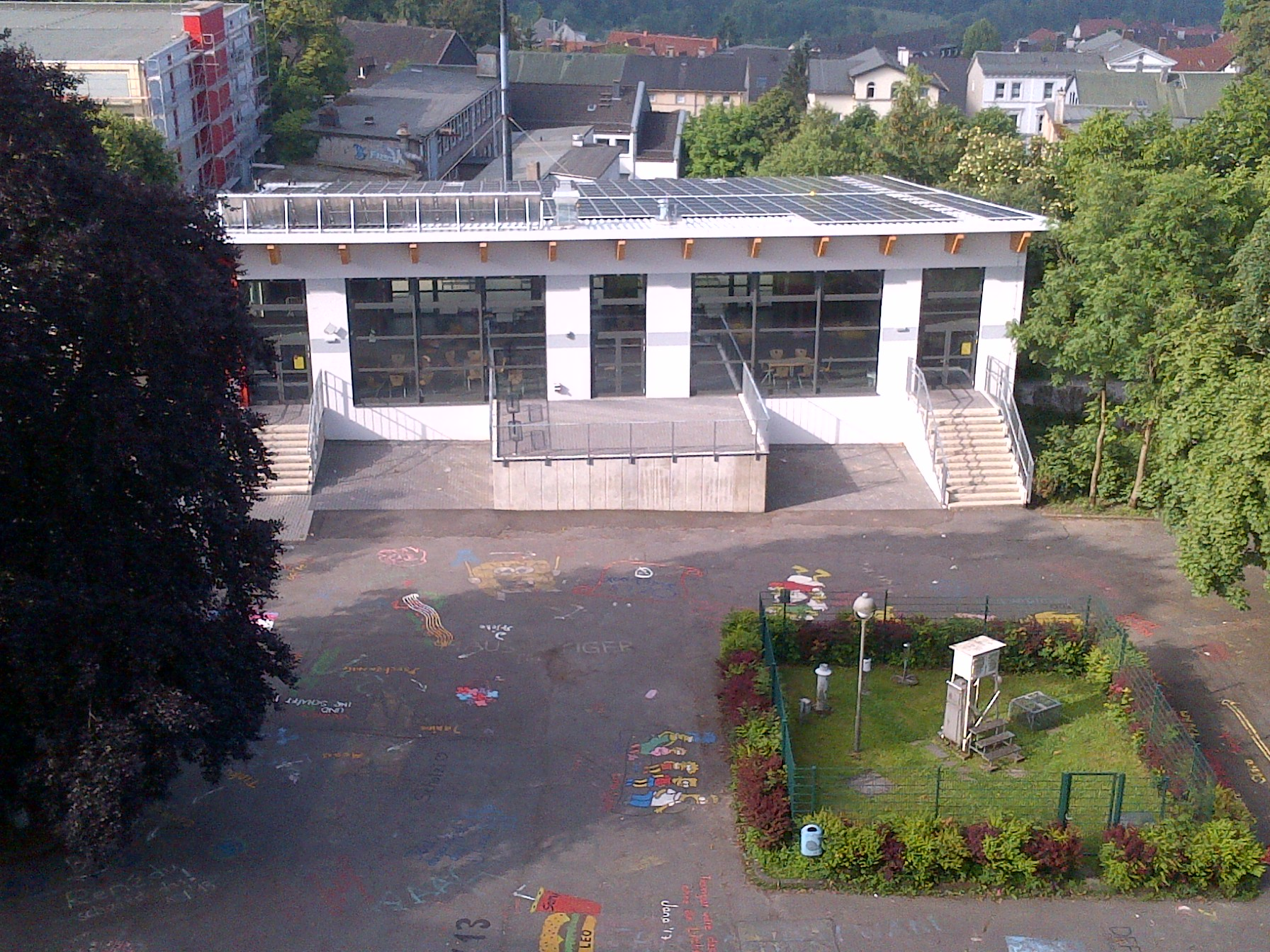
Die Mensa am Staberg und die Wetterstation (rechts) vom Dach des Zeppelin-Gymnasiums

### Schulpartnerschaften
Heute arbeitet die Schule mit den beiden anderen Gymnasien der Stadt eng zusammen. Dies gilt insbesondere für die Oberstufe. Es gibt verschiedene Arbeitsgemeinschaften und Projektwochen. Zu verschiedenen Schulen in den USA, Frankreich und Italien bestehen partnerschaftliche Beziehungen.

### Wetterstation
Seit dem 19. Jahrhundert besteht die Tradition einer Klima- und Wetterstation. Im Dezember 1993 wurde dort der sonnenscheinärmste Monat registriert, der in Deutschlands jemals aufgetreten ist (1,2 Sonnenstunden).
Ebenfalls auf eine lange Tradition kann die naturwissenschaftliche Sammlung zurückblicken. Diese ist heute eine der umfangreichsten in Westfalen.

### Denkmalschutz
Das Gebäude ist städtisches Eigentum und seit dem 24. Mai 1985 unter der laufenden Nr. 85 in die Denkmalliste der Stadt eingetragen.

## Personen

### Schüler
- Johann Heinrich Wilhelm von den Berken (1747–1823), Jurist und Bürgermeister von Altena
- Willibald Pschyrembel (1901–1987), Mediziner in Berlin, Herausgeber des Pschyrembel (Medizinisches Wörterbuch)
- Manfred Luda (1921–2014) war ein deutscher Jurist und CDU-Politiker (Abitur 1939)
- Rainer Assmann (* 1935), Richter, Studentenhistoriker und Landeshistoriker Südwestfalens (Abitur Ostern 1956)
- Gunter Pleuger (* 1941), Diplomat, Präsident der Europa-Universität Viadrina
- Joachim Dudenhausen (* 1943), Mediziner, baut eine Klinik im Emirat Katar (Abitur 1962)
- Hajo Gies (* 1945), Filmemacher
- Jörg Michael Fey (1950–1996), Biologe (Abitur 1969)
- Heinz Scheel (* 1952), Autor und Gestaltungskünstler
- Dieter Dzewas (* 1955), Sozialdemokrat, Bürgermeister von Lüdenscheid (Abitur 1975)
- Matthias Heider (* 1966), CDU-Politiker, MdB (Abitur 1985)
- Angela Freimuth (* 1966), FDP-Politikerin (Abitur 1985)
- Samir Suliman, 3×3-Basketball-Bundestrainer der Damen (Abitur 1993)
- Tobias Luthe (* 1975), Nachhaltigkeitsforscher und Hochschullehrer (Abitur 1995)

## Schriften
- Bericht : über die Schuljahre ... und ..., womit zu der ... Feier des Allerhöchsten Geburtstags Sr. Majestät des Kaisers und der damit verbundenen öffentlichen Entlassung der Abiturienten, sowie zu der ... öffentlichen Schulprüfung ergebenst einladet, Lüdenscheid, 1882/84(1884) Digitalisat
- Jahres-Bericht : über das Schuljahr ..., 	Lüdenscheid, 1884/85(1885) – 1893/94(1894) Digitalisat
- Jahres-Bericht : über das Schuljahr ..., womit zugleich zu der am ... stattfindenden öffentlichen Schlußfeierlichkeit ergebenst einladet, Lüdenscheid, 1894/95(1895) Digitalisat
- Bericht : über das Schuljahr ..., Lüdenscheid: 1895/96(1896) Digitalisat
- Bericht : über das Schuljahr ..., Lüdenscheid: 1896/97(1897) – 1897/98(1898) Digitalisat
- Bericht : über das Schuljahr ..., Lüdenscheid: 1898/99(1899) – 1900/01(1901) Digitalisat
- Bericht : über das Schuljahr ..., 1902–1903 Digitalisat
- Richard Janke: 	Antrittsrede des Direktors, 1905 Digitalisat